# Reprezentacja Chile w piłce nożnej plażowej mężczyzn
Reprezentacja Chile w piłce nożnej plażowej – zespół piłkarski reprezentujący Chile w międzynarodowych zawodach piłki nożnej plażowej.

## Skład
Skład reprezentacji Chile w 2013 roku:
| Zawodnik           | Pozycja   |
| ------------------ | --------- |
| Claudio Villalobos | Bramkarz  |
| Rodrigo Cuevas     | Bramkarz  |
| Jorge Torres       | Obrońca   |
| Daniel Valencia    | Obrońca   |
| Víctor González    | Obrońca   |
| Sergio Argote      | Obrońca   |
| Carlos Medina      | Obrońca   |
| Esteban Valencia   | Napastnik |
| Willian Meneses    | Napastnik |
| Ignacio Herrera    | Napastnik |
| Rodrigo Sanhueza   | Napastnik |

## Wyniki

### Mistrzostwa świata w piłce nożnej plażowej
- IV Mistrzostwa Świata w Piłce Nożnej Plażowej: 9 miejsce